# Tatort: Tödlicher Galopp
Tödlicher Galopp ist ein Fernsehfilm aus der Kriminalreihe Tatort der ARD, des ORF und SRF. Der Film wurde vom MDR produziert und am 29. Juni 1997 erstmals ausgestrahlt. Es handelt sich um die Tatort-Folge 364. Für den Kriminalhauptkommissar Bruno Ehrlicher (Peter Sodann) und seinen Kollegen Kain (Bernd Michael Lade) ist es der 14. Fall, den sie in Dresden ermitteln.

## Handlung
Nach einem Pferderennen auf der Galopprennbahn Dresden-Seidnitz werden der Galopper „Feuerteufel“ und seine Reiterin Agnes Demrau wegen Dopingverdachts disqualifiziert. Kurze Zeit später wird sie tot bei den Pferdeboxen gefunden. Der Gerichtsmediziner vermutet Gift als Todesursache und ein Selbstmord wird ausgeschlossen.
Die Kommissare Ehrlicher und Kain sollen den Fall ermitteln, doch aufgrund eines Unfalls fällt Kain aus. So ist Ehrlicher allein auf der Suche nach einem Motiv, das er mit Demraus wesentlich älterem Freund Brekelsen in Verbindung bringt. Dieser ist in Leipzig verheiratet und wohnt auch dort. Nach der Untersuchung der Zuckerstücke, die er dem Pferd gegeben hatte steht fest, dass „Feuerteufel“ dadurch das Dopingmittel verabreicht wurde. Ehrlicher begibt sich nach Leipzig und will gegen Brekelsen einen Haftbefehl erwirken, da der durchaus als Mörder von Agnes Demrau in Betracht kommt. Für den Leipziger Haftrichter sind diese Vermutungen zu vage, schließlich handelt es sich bei dem Verdächtigen um einen großen Wirtschaftsförderer der Stadt, den man nicht so einfach einsperren könne. Ehrlicher solle ihm mehr Fakten liefern. Brekelsen ist die treibende Kraft für ein großes Bauprojekt in Leipzig. Für diesen größten europäischen Erlebnispark soll nach Vorstellung der Investoren sogar die Rennbahn weichen und an den Stadtrand verlagert werden. Die Vorwürfe gegen Brekelsen würden sehr viel „Staub aufwirbeln“ und seien nicht gut für das Leipziger Image.
Beim Verhör stellt sich heraus, dass Brekelsen die Zuckerstücke von Kasunke, einem Pferdekenner und Stammbesucher der Rennbahnen, erhalten hatte. Die beiden schließen stets private Wetten gegeneinander ab und das hat Kasunke diesmal in seinem Sinne manipulieren wollen. In Brekelsens Augen gehört Kasunke zu den „ewig Gestrigen“, die jeglichem Fortschritt und einer Weiterentwicklung der Stadt entgegenstehen. Kasunke hat eine ähnlich schlechte Meinung von seinem Widersacher, dem seiner Meinung nach nur der Erfolg und sein Ansehen wichtig sind. Einen ähnlichen Eindruck erhält der Kommissar, als er mit den Investoren aus Liechtenstein zusammentrifft. Konsul Aust will ihn bestechen, damit er Brekelsen aus den Schlagzeilen bringt, doch Ehrlicher macht ihm unmissverständlich klar, dass er nicht käuflich ist. Kurz darauf wird auf ihn geschossen. Ehrlicher lässt sich davon nicht beirren und ermittelt weiter gegen Brekelsen. Obwohl dessen Frau versucht, die Tat auf sich zu nehmen, findet Ehrlicher heraus, dass Alfred Brekelsen selber Agnes Demrau zum Schweigen gebracht hatte, damit sie seine Pläne, die das Rennbahngelände betrafen, nicht an die Öffentlichkeit bringt, was sie nach der Dopingaffäre angedroht hatte. Ehe Ehrlicher Brekelsen festnehmen kann, taucht Kasunke bei diesem auf und bezichtigt ihn, Agnes Demrau, die er sehr mochte und die bei ihm aufgewachsen war, umgebracht zu haben. In seinem Schmerz erschießt er Brekelsen. Ehrlicher findet schnell die Spur zu Kasunke, dem er klarmacht, dass eigentlich ganz andere am Tod des Mädchens schuld sind. Daher überredet er Kasunke, ihm dabei zu helfen, den eigentlichen Übeltätern, die die Rennbahn und die Tradition Leipzigs „zerstören“ wollen, eine Falle zu stellen. Damit will er auch die Schuldigen, die auf ihn geschossen haben, zur Verantwortung ziehen. Das gelingt soweit, doch kommt es in Kasunkes Haus zu einem Schusswechsel, bei dem Kasunke verletzt und einer von Austs Leibwächtern getötet wird. Aust selber lässt er am Flughafen verhaften, wo dieser vergeblich auf die Rückkehr seiner „Mitarbeiter“ wartete.
Trotz Ehrlichers persönlicher Sympathie für Kasunke und dessen nicht ungefährlichem Einsatz im Dienste der polizeilichen Arbeit muss sich Kasunke für den Tod von Brekelsen verantworten.

## Rezeption

### Einschaltquoten
Die Erstausstrahlung von Tödlicher Galopp am 29. Juni 1997 wurde in Deutschland insgesamt von 5,53 Millionen Zuschauern gesehen und erreichte einen Marktanteil von 18,1 Prozent für Das Erste.

### Kritik
Die Kritiker der Fernsehzeitschrift TV Spielfilm vergaben für diesen Tatort eine mittlere Wertung und schrieben: „Durch dieses Gestrüpp blickt keiner mehr durch, da nützen auch all die schönen Pferdebilder nix.“ Als Gesamtfazit zogen sie: „Kein Rennpferd unter den TV-Krimis“.